# Ванеса Русо
Ванеса Русо (на английски: Vanessa Rousso) е играч на покер от САЩ.

## Постижения
- През 2006 Ванеса се появява на финалната маса на турнира WPT Championship, където завършва на седмо място и печели над $250 000. [1]

- През същата 2006 година Ванеса става и най-младата жена покер играч, достигнала финална маса на турнир от Световните Серии, като успява да се докопа до осмото място в турнира по 6-макс Холдем с вход $5000.[2] Точно това е и годината когато тя подписва договор с PokerStars.